# WTA Tour 2021
Die WTA Tour 2021 war der 51. Jahrgang der Damentennis-Turnierserie, die von der Women’s Tennis Association ausgetragen wurde.
Der Teamwettbewerb Billie Jean King Cup wurden wie die Grand-Slam-Turniere nicht von der WTA, sondern von der ITF organisiert. Hier werden sie dennoch aufgeführt, da die Spitzenspielerinnen auch diese Turniere in der Regel spielten.

## Auswirkung aufgrund der COVID-19-Pandemie
Bereits vor der Veröffentlichung des Turnierkalenders 2021 durch die WTA wurde die erste Auswirkung durch die COVID-19-Pandemie öffentlich. Als erstes Turnier wurde die sonst Anfang Januar stattfindende Veranstaltung von Auckland bereits im Oktober 2020 abgesagt. Die ersten sieben Wochen des Turnierkalenders veröffentlichte die WTA am 18. Dezember 2020.

## Tourinformationen

### Änderungen
Zur Saison 2021 führte die WTA neue Kategorien ein, so dass die Turniere analog zur ATP Tour bei den Herren in 1000er, 500er und 250er eingeteilt waren.

## Turnierplan
| Kategorie              |
| ---------------------- |
| Grand Slam             |
| Jahresendveranstaltung |
| WTA 1000               |
| WTA 1000 (900 P.)      |
| WTA 500 (470 P.)       |
| WTA 250 (280 P.)       |

| Sonstige             |
| -------------------- |
| Billie Jean King Cup |
| Olympische Spiele    |

Erklärungen

Die Zeichenfolge von z. B. 128E/96Q/64D/32M hat folgende Bedeutung:

128E = 128 Spielerinnen spielen im Einzel

96Q = 96 Spielerinnen spielen die Qualifikation im Einzel

64D = 64 Paarungen spielen im Doppel

32M = 32 Paarungen spielen im Mixed

### Januar
| Datum 1 | Turnier | Siegerin                                                                               | Finalgegnerin                                                                          | Ergebnis                                                                               |
| ------- | --- | -------------------------------------------------------------------------------------- | -------------------------------------------------------------------------------------- | -------------------------------------------------------------------------------------- |
| 04.01.  | Abu Dhabi WTA Women’s Tennis Open Abu Dhabi, Vereinigte Arabische Emirate WTA 500 – 565.530 $ Hartplatz – 64E/32Q/28D | Aryna Sabalenka                                                                        | Weronika Kudermetowa                                                                   | 6:2, 6:2                                                                               |
| 04.01.  | Abu Dhabi WTA Women’s Tennis Open Abu Dhabi, Vereinigte Arabische Emirate WTA 500 – 565.530 $ Hartplatz – 64E/32Q/28D | Shūko Aoyama Ena Shibahara                                                             | Hayley Carter Luisa Stefani                                                            | 7:65, 6:4                                                                              |
| 11.01.  | Australian Open (Qualifikation), Dubai, Vereinigte Arabische Emirate, Hartplatz – 128Q                                | Australian Open (Qualifikation), Dubai, Vereinigte Arabische Emirate, Hartplatz – 128Q | Australian Open (Qualifikation), Dubai, Vereinigte Arabische Emirate, Hartplatz – 128Q | Australian Open (Qualifikation), Dubai, Vereinigte Arabische Emirate, Hartplatz – 128Q |

### Februar
| Datum 1 | Turnier                                                                                     | Siegerin                                                                                  | Finalgegnerin                                                                             | Ergebnis                                                                                  |
| ------- | ------------------------------------------------------------------------------------------- | ----------------------------------------------------------------------------------------- | ----------------------------------------------------------------------------------------- | ----------------------------------------------------------------------------------------- |
| 01.02.  | Gippsland Trophy Melbourne, Australien WTA 500 – 442.020 $ Hartplatz – 54E/28D              | Elise Mertens                                                                             | Kaia Kanepi                                                                               | 6:4, 6:1                                                                                  |
| 01.02.  | Gippsland Trophy Melbourne, Australien WTA 500 – 442.020 $ Hartplatz – 54E/28D              | Barbora Krejčíková Kateřina Siniaková                                                     | Chan Hao-ching Latisha Chan                                                               | 6:3, 7:64                                                                                 |
| 01.02.  | Yarra Valley Classic Melbourne, Australien WTA 500 – 447.620 $ Hartplatz – 54E/28D          | Ashleigh Barty                                                                            | Garbiñe Muguruza                                                                          | 7:63, 6:4                                                                                 |
| 01.02.  | Yarra Valley Classic Melbourne, Australien WTA 500 – 447.620 $ Hartplatz – 54E/28D          | Shūko Aoyama Ena Shibahara                                                                | Anna Kalinskaja Viktória Kužmová                                                          | 6:3, 6:4                                                                                  |
| 01.02.  | Grampians Trophy Melbourne, Australien WTA 500 – 235.820 $ Hartplatz – 28E                  | Anett Kontaveit gegen Ann Li Weil das Finale nicht gespielt wurde, gab es keine Siegerin. | Anett Kontaveit gegen Ann Li Weil das Finale nicht gespielt wurde, gab es keine Siegerin. | Anett Kontaveit gegen Ann Li Weil das Finale nicht gespielt wurde, gab es keine Siegerin. |
| 08.02.  | Australian Open Melbourne, Australien Grand Slam – 31.796.000 AU-$ Hartplatz – 128E/64D/32M | Naomi Ōsaka                                                                               | Jennifer Brady                                                                            | 6:4, 6:3                                                                                  |
| 08.02.  | Australian Open Melbourne, Australien Grand Slam – 31.796.000 AU-$ Hartplatz – 128E/64D/32M | Elise Mertens Aryna Sabalenka                                                             | Barbora Krejčíková Kateřina Siniaková                                                     | 6:2, 6:3                                                                                  |
| 08.02.  | Australian Open Melbourne, Australien Grand Slam – 31.796.000 AU-$ Hartplatz – 128E/64D/32M | Barbora Krejčíková Rajeev Ram                                                             | Samantha Stosur Matthew Ebden                                                             | 6:1, 6:4                                                                                  |
| 15.02.  | Phillip Island Trophy Melbourne, Australien WTA 250 – 235.238 $ Hartplatz – 56E/16Q/28D     | Darja Kassatkina                                                                          | Marie Bouzková                                                                            | 4:6, 6:2, 6:2                                                                             |
| 15.02.  | Phillip Island Trophy Melbourne, Australien WTA 250 – 235.238 $ Hartplatz – 56E/16Q/28D     | Ankita Raina Kamilla Rachimowa                                                            | Anna Blinkowa Anastassija Potapowa                                                        | 2:6, 6:4, [10:7]                                                                          |
| 22.02.  | Adelaide International Adelaide, Australien WTA 500 – 535.530 $ Hartplatz – 28E/24Q/16D     | Iga Świątek                                                                               | Belinda Bencic                                                                            | 6:2, 6:2                                                                                  |
| 22.02.  | Adelaide International Adelaide, Australien WTA 500 – 535.530 $ Hartplatz – 28E/24Q/16D     | Alexa Guarachi Desirae Krawczyk                                                           | Hayley Carter Luisa Stefani                                                               | 6:74, 6:4, [10:3]                                                                         |

### März
| Datum 1 | Turnier | Siegerin                        | Finalgegnerin                        | Ergebnis          |
| ------- | --- | ------------------------------- | ------------------------------------ | ----------------- |
| 01.03.  | Qatar Total Open Doha, Katar WTA 500 – 565.530 $ Hartplatz – 28E/32Q/16D                                              | Petra Kvitová                   | Garbiñe Muguruza                     | 6:2, 6:1          |
| 01.03.  | Qatar Total Open Doha, Katar WTA 500 – 565.530 $ Hartplatz – 28E/32Q/16D                                              | Nicole Melichar Demi Schuurs    | Monica Niculescu Jeļena Ostapenko    | 6:2, 2:6, [10:8]  |
| 01.03.  | Open 6ème Sens Métropole de Lyon 2021 Lyon, Frankreich WTA 250 – 235.238 $ Hartplatz (Halle) – 32E/24Q/16D            | Clara Tauson                    | Viktorija Golubic                    | 6:4, 6:1          |
| 01.03.  | Open 6ème Sens Métropole de Lyon 2021 Lyon, Frankreich WTA 250 – 235.238 $ Hartplatz (Halle) – 32E/24Q/16D            | Viktória Kužmová Arantxa Rus    | Eugenie Bouchard Olga Danilović      | 3:6, 7:5, [10:7]  |
| 08.03.  | Dubai Duty Free Tennis Championships Dubai, Vereinigte Arabische Emirate WTA 1000 – 565.530 $ Hartplatz – 56E/32Q/28D | Garbiñe Muguruza                | Barbora Krejčíková                   | 7:66, 6:3         |
| 08.03.  | Dubai Duty Free Tennis Championships Dubai, Vereinigte Arabische Emirate WTA 1000 – 565.530 $ Hartplatz – 56E/32Q/28D | Alexa Guarachi Darija Jurak     | Xu Yifan Yang Zhaoxuan               | 6:0, 6:3          |
| 08.03.  | Abierto Zapopan Guadalajara, Mexiko WTA 250 – 235.238 $ Hartplatz – 32E/24Q/16D                                       | Sara Sorribes Tormo             | Eugenie Bouchard                     | 6:2, 7:5          |
| 08.03.  | Abierto Zapopan Guadalajara, Mexiko WTA 250 – 235.238 $ Hartplatz – 32E/24Q/16D                                       | Ellen Perez Astra Sharma        | Desirae Krawczyk Giuliana Olmos      | 6:4, 6:4          |
| 15.03.  | St. Petersburg Ladies Trophy Sankt Petersburg, Russland WTA 500 – 565.530 $ Hartplatz (Halle) – 28E/24Q/16D           | Darja Kassatkina                | Margarita Gasparjan                  | 6:3, 2:1 Aufgabe  |
| 15.03.  | St. Petersburg Ladies Trophy Sankt Petersburg, Russland WTA 500 – 565.530 $ Hartplatz (Halle) – 28E/24Q/16D           | Nadija Kitschenok Raluca Olaru  | Kaitlyn Christian Sabrina Santamaria | 2:6, 6:3, [10:8]  |
| 15.03.  | Abierto GNP Seguros Monterrey, Mexiko WTA 250 – 235.238 $ Hartplatz – 32E/24Q/16D                                     | Leylah Fernandez                | Viktorija Golubic                    | 6:1, 6:4          |
| 15.03.  | Abierto GNP Seguros Monterrey, Mexiko WTA 250 – 235.238 $ Hartplatz – 32E/24Q/16D                                     | Caroline Dolehide Asia Muhammad | Heather Watson Zheng Saisai          | 6:2, 6:3          |
| 22.03.  | Miami Open Miami, Vereinigte Staaten WTA 1000 – 3.260.190 $ Hartplatz – 96E/48Q/32D                                   | Ashleigh Barty                  | Bianca Andreescu                     | 6:3, 4:0, Aufgabe |
| 22.03.  | Miami Open Miami, Vereinigte Staaten WTA 1000 – 3.260.190 $ Hartplatz – 96E/48Q/32D                                   | Shūko Aoyama Ena Shibahara      | Hayley Carter Luisa Stefani          | 6:3, 7:5          |

### April
| Datum 1 | Turnier                                                                                                   | Siegerin                              | Finalgegnerin                          | Ergebnis          |
| ------- | --- | ------------------------------------- | -------------------------------------- | ----------------- |
| 05.04.  | Volvo Car Open Charleston, Vereinigte Staaten WTA 500 – 565.530 $ Sandplatz – 56E/32Q/16D                 | Weronika Kudermetowa                  | Danka Kovinić                          | 6:4, 6:2          |
| 05.04.  | Volvo Car Open Charleston, Vereinigte Staaten WTA 500 – 565.530 $ Sandplatz – 56E/32Q/16D                 | Nicole Melichar Demi Schuurs          | Marie Bouzková Lucie Hradecká          | 6:2, 6:4          |
| 05.04.  | Copa Colsanitas Bogotá, Kolumbien WTA 250 – 235.238 $ Sandplatz – 32E/24Q/16D                             | María Camila Osorio Serrano           | Tamara Zidanšek                        | 5:7, 6:3, 6:4     |
| 05.04.  | Copa Colsanitas Bogotá, Kolumbien WTA 250 – 235.238 $ Sandplatz – 32E/24Q/16D                             | Elixane Lechemia Ingrid Neel          | Mihaela Buzărnescu Anna-Lena Friedsam  | 6:3, 6:4          |
| 12.04.  | MUSC Health Women’s Open Charleston, Vereinigte Staaten WTA 250 – 235.238 $ Sandplatz – 32E/16Q/16D       | Astra Sharma                          | Ons Jabeur                             | 2:6, 7:5, 6:1     |
| 12.04.  | MUSC Health Women’s Open Charleston, Vereinigte Staaten WTA 250 – 235.238 $ Sandplatz – 32E/16Q/16D       | Hailey Baptiste Catherine McNally     | Ellen Perez Storm Sanders              | 6:74, 6:4, [10:6] |
| 19.04.  | Porsche Tennis Grand Prix Stuttgart, Deutschland WTA 500 – 456.073 € Sandplatz (Halle) – 28E/24Q/16D      | Ashleigh Barty                        | Aryna Sabalenka                        | 3:6, 6:0, 6:3     |
| 19.04.  | Porsche Tennis Grand Prix Stuttgart, Deutschland WTA 500 – 456.073 € Sandplatz (Halle) – 28E/24Q/16D      | Ashleigh Barty Jennifer Brady         | Desirae Krawczyk Bethanie Mattek-Sands | 6:4, 5:7, [10:5]  |
| 19.04.  | TEB BNP Paribas Tennis Championship İstanbul Istanbul, Türkei WTA 250 – 235.238 $ Sandplatz – 32E/24Q/16D | Sorana Cîrstea                        | Elise Mertens                          | 6:1, 7:63         |
| 19.04.  | TEB BNP Paribas Tennis Championship İstanbul Istanbul, Türkei WTA 250 – 235.238 $ Sandplatz – 32E/24Q/16D | Weronika Kudermetowa Elise Mertens    | Makoto Ninomiya Nao Hibino             | 6:1, 6:1          |
| 26.04.  | Mutua Madrid Open Madrid, Spanien WTA 1000 – 2,549,105 € Sandplatz – 64E/48Q/30D                          | Aryna Sabalenka                       | Ashleigh Barty                         | 6:0, 3:6, 6:4     |
| 26.04.  | Mutua Madrid Open Madrid, Spanien WTA 1000 – 2,549,105 € Sandplatz – 64E/48Q/30D                          | Barbora Krejčíková Kateřina Siniaková | Gabriela Dabrowski Demi Schuurs        | 6:4, 6:3          |

### Mai
| Datum 1 | Turnier                                                                                        | Siegerin                              | Finalgegnerin                           | Ergebnis         |
| ------- | ---------------------------------------------------------------------------------------------- | ------------------------------------- | --------------------------------------- | ---------------- |
| 10.05.  | Internazionali BNL d’Italia Rom, Italien WTA 1000 – 1.577.613 € Sandplatz – 56E/32Q/28D        | Iga Świątek                           | Karolína Plíšková                       | 6:0, 6:0         |
| 10.05.  | Internazionali BNL d’Italia Rom, Italien WTA 1000 – 1.577.613 € Sandplatz – 56E/32Q/28D        | Sharon Fichman Giuliana Olmos         | Kristina Mladenovic Markéta Vondroušová | 4:6, 7:5, [10:5] |
| 17.05.  | Serbia Ladies Open Belgrad, Serbien WTA 250 – 235.238 $ Sandplatz – 32E/24Q/16D                | Paula Badosa                          | Ana Konjuh                              | 6:2, 2:0 Aufgabe |
| 17.05.  | Serbia Ladies Open Belgrad, Serbien WTA 250 – 235.238 $ Sandplatz – 32E/24Q/16D                | Aleksandra Krunić Nina Stojanović     | Greet Minnen Alison Van Uytvanck        | 6:0, 6:2         |
| 17.05.  | Emilia-Romagna Open Parma, Italien WTA 250 – 189.708 € Sandplatz – 32E/24Q/16D                 | Cori Gauff                            | Wang Qiang                              | 6:1, 6:3         |
| 17.05.  | Emilia-Romagna Open Parma, Italien WTA 250 – 189.708 € Sandplatz – 32E/24Q/16D                 | Cori Gauff Catherine McNally          | Darija Jurak Andreja Klepač             | 6:3, 6:2         |
| 24.05.  | Internationaux de Strasbourg Straßburg, Frankreich WTA 250 – 189.708 € Sandplatz – 32E/22Q/16D | Barbora Krejčíková                    | Sorana Cîrstea                          | 6:3, 6:3         |
| 24.05.  | Internationaux de Strasbourg Straßburg, Frankreich WTA 250 – 189.708 € Sandplatz – 32E/22Q/16D | Alexa Guarachi Desirae Krawczyk       | Makoto Ninomiya Yang Zhaoxuan           | 6:2, 6:3         |
| 31.05.  | French Open Paris, Frankreich Grand Slam – $ Sandplatz – 128E/128Q/64D/16M                     | Barbora Krejčíková                    | Anastassija Pawljutschenkowa            | 6:1, 2:6, 6:4    |
| 31.05.  | French Open Paris, Frankreich Grand Slam – $ Sandplatz – 128E/128Q/64D/16M                     | Barbora Krejčíková Kateřina Siniaková | Bethanie Mattek-Sands Iga Świątek       | 6:4, 6:2         |
| 31.05.  | French Open Paris, Frankreich Grand Slam – $ Sandplatz – 128E/128Q/64D/16M                     | Desirae Krawczyk Joe Salisbury        | Jelena Wesnina Aslan Karazew            | 2:6, 6:4, [10:5] |

### Juni
| Datum 1 | Turnier | Siegerin                            | Finalgegnerin                       | Ergebnis          |
| ------- | --- | ----------------------------------- | ----------------------------------- | ----------------- |
| 07.06.  | Viking Open Nottingham Nottingham, Vereinigtes Königreich WTA 250 – 235.238 $ Rasen – 48E/16Q/16D          | Johanna Konta                       | Zhang Shuai                         | 6:2, 6:1          |
| 07.06.  | Viking Open Nottingham Nottingham, Vereinigtes Königreich WTA 250 – 235.238 $ Rasen – 48E/16Q/16D          | Ljudmyla Kitschenok Makoto Ninomiya | Caroline Dolehide Storm Sanders     | 6:4, 6:73, [10:8] |
| 14.06.  | bett1open Berlin, Deutschland WTA 500 – 456.073 € Rasen – 28E/24Q/16D                                      | Ljudmila Samsonowa                  | Belinda Bencic                      | 1:6, 6:1, 6:3     |
| 14.06.  | bett1open Berlin, Deutschland WTA 500 – 456.073 € Rasen – 28E/24Q/16D                                      | Wiktoryja Asaranka Aryna Sabalenka  | Nicole Melichar Demi Schuurs        | 4:6, 7:5, [10:4]  |
| 14.06.  | Viking Classic Birmingham Birmingham, Vereinigtes Königreich WTA 250 – 235.238 $ Rasen – 32E/24Q/16D       | Ons Jabeur                          | Darja Kassatkina                    | 7:5, 6:4          |
| 14.06.  | Viking Classic Birmingham Birmingham, Vereinigtes Königreich WTA 250 – 235.238 $ Rasen – 32E/24Q/16D       | Marie Bouzková Lucie Hradecká       | Ons Jabeur Ellen Perez              | 6:4, 2:6, [10:8]  |
| 21.06.  | Viking International Eastbourne Eastbourne, Vereinigtes Königreich WTA 500 – 565.530 $ Rasen – 32E/24Q/16D | Jelena Ostapenko                    | Anett Kontaveit                     | 6:3, 6:3          |
| 21.06.  | Viking International Eastbourne Eastbourne, Vereinigtes Königreich WTA 500 – 565.530 $ Rasen – 32E/24Q/16D | Shūko Aoyama Ena Shibahara          | Nicole Melichar Demi Schuurs        | 6:1, 6:4          |
| 21.06.  | Bad Homburg Open Bad Homburg, Deutschland WTA 250 – 189.708 € Rasen – 32E/8Q/16D                           | Angelique Kerber                    | Kateřina Siniaková                  | 6:3, 6:2          |
| 21.06.  | Bad Homburg Open Bad Homburg, Deutschland WTA 250 – 189.708 € Rasen – 32E/8Q/16D                           | Darija Jurak Andreja Klepač         | Nadija Kitschenok Raluca Olaru      | 6:3, 6:1          |
| 28.06.  | Wimbledon Championships London, Vereinigtes Königreich Grand Slam – $ Rasen – 128E/128Q/64D/32M            | Ashleigh Barty                      | Karolína Plíšková                   | 6:3, 6:74, 6:3    |
| 28.06.  | Wimbledon Championships London, Vereinigtes Königreich Grand Slam – $ Rasen – 128E/128Q/64D/32M            | Hsieh Su-wei Elise Mertens          | Weronika Kudermetowa Jelena Wesnina | 3:6, 7:5, 9:7     |
| 28.06.  | Wimbledon Championships London, Vereinigtes Königreich Grand Slam – $ Rasen – 128E/128Q/64D/32M            | Desirae Krawczyk Neal Skupski       | Harriet Dart Joe Salisbury          | 6:2, 7:61         |

### Juli
| Datum 1 | Turnier                                                                                | Siegerin                                    | Finalgegnerin                             | Ergebnis           |
| ------- | -------------------------------------------------------------------------------------- | ------------------------------------------- | ----------------------------------------- | ------------------ |
| 05.07.  | Hamburg European Open Hamburg, Deutschland WTA 250 – 189.708 € Sandplatz – 28E/16Q/16D | Elena-Gabriela Ruse                         | Andrea Petković                           | 7:66, 6:4          |
| 05.07.  | Hamburg European Open Hamburg, Deutschland WTA 250 – 189.708 € Sandplatz – 28E/16Q/16D | Jasmine Paolini Jil Teichmann               | Astra Sharma Rosalie van der Hoek         | 6:0, 6:4           |
| 12.07.  | Hungarian Grand Prix Budapest, Ungarn WTA 250 – 235.238 $ Sandplatz – 32E/24Q/16D      | Julija Putinzewa                            | Anhelina Kalinina                         | 6:4, 6:0           |
| 12.07.  | Hungarian Grand Prix Budapest, Ungarn WTA 250 – 235.238 $ Sandplatz – 32E/24Q/16D      | Mihaela Buzărnescu Fanny Stollár            | Aliona Bolsova Tamara Korpatsch           | 6:4, 6:4           |
| 12.07.  | Ladies Open Lausanne Lausanne, Schweiz WTA 250 – 235.238 $ Sandplatz – 32E/8Q/16D      | Tamara Zidanšek                             | Clara Burel                               | 4:6, 7:65, 6:1     |
| 12.07.  | Ladies Open Lausanne Lausanne, Schweiz WTA 250 – 235.238 $ Sandplatz – 32E/8Q/16D      | Susan Bandecchi Simona Waltert              | Ulrikke Eikeri Valentini Grammatikopoulou | 6:3, 6:73, [10:5]  |
| 12.07.  | Livesport Prague Open Prag, Tschechien WTA 250 – 250.000 $ Hartplatz – 32E/24Q/16D     | Barbora Krejčíková                          | Tereza Martincová                         | 6:2, 6:0           |
| 12.07.  | Livesport Prague Open Prag, Tschechien WTA 250 – 250.000 $ Hartplatz – 32E/24Q/16D     | Marie Bouzková Lucie Hradecká               | Viktória Kužmová Nina Stojanović          | 7:63, 6:4          |
| 19.07.  | BNP Paribas Poland Open Gdynia, Polen WTA 250 – 235.238 $ Sandplatz – 32E/16Q/16D      | Maryna Zanevska                             | Kristína Kučová                           | 6:4, 7:64          |
| 19.07.  | BNP Paribas Poland Open Gdynia, Polen WTA 250 – 235.238 $ Sandplatz – 32E/16Q/16D      | Anna Danilina Lidsija Marosawa              | Kateryna Bondarenko Katarzyna Piter       | 6:3, 6:2           |
| 19.07.  | Palermo Ladies Open Palermo, Italien WTA 250 – 189.708 € Sandplatz – 32E/16Q/16D       | Danielle Collins                            | Elena-Gabriela Ruse                       | 6:4, 6:2           |
| 19.07.  | Palermo Ladies Open Palermo, Italien WTA 250 – 189.708 € Sandplatz – 32E/16Q/16D       | Erin Routliffe Kimberley Zimmermann         | Natela Dsalamidse Kamilla Rachimowa       | 7:65, 4:6, [10:4]  |
| 26.07.  | Olympische Sommerspiele Tokio Tokio, Japan Olympische Spiele Hartplatz – 64E/32D/16M   | Belinda Bencic                              | Markéta Vondroušová                       | 7:5, 2:6, 6:3      |
| 26.07.  | Olympische Sommerspiele Tokio Tokio, Japan Olympische Spiele Hartplatz – 64E/32D/16M   | Elina Switolina                             | Jelena Rybakina                           | 1:6, 7:65, 6:4     |
| 26.07.  | Olympische Sommerspiele Tokio Tokio, Japan Olympische Spiele Hartplatz – 64E/32D/16M   | Barbora Krejčíková Kateřina Siniaková       | Belinda Bencic Viktorija Golubic          | 7:5, 6:1           |
| 26.07.  | Olympische Sommerspiele Tokio Tokio, Japan Olympische Spiele Hartplatz – 64E/32D/16M   | Laura Pigossi Luisa Stefani                 | Weronika Kudermetowa Jelena Wesnina       | 4:6, 6:4, [11:9]   |
| 26.07.  | Olympische Sommerspiele Tokio Tokio, Japan Olympische Spiele Hartplatz – 64E/32D/16M   | Anastassija Pawljutschenkowa Andrei Rubljow | Jelena Wesnina Aslan Karazew              | 6:3, 6:75, [13:11] |
| 26.07.  | Olympische Sommerspiele Tokio Tokio, Japan Olympische Spiele Hartplatz – 64E/32D/16M   | Ashleigh Barty John Peers                   | Nina Stojanović Novak Đoković             | kampflos           |

### August
| Datum 1 | Turnier                                                                                                  | Siegerin                         | Finalgegnerin                       | Ergebnis          |
| ------- | --- | -------------------------------- | ----------------------------------- | ----------------- |
| 02.08.  | Mubadala Silicon Valley Classic San José, Vereinigte Staaten WTA 500 – 565.530 $ Hartplatz – 28E/16Q/16D | Danielle Collins                 | Darja Kassatkina                    | 6:3, 6:710, 6:1   |
| 02.08.  | Mubadala Silicon Valley Classic San José, Vereinigte Staaten WTA 500 – 565.530 $ Hartplatz – 28E/16Q/16D | Darija Jurak Andreja Klepač      | Gabriela Dabrowski Luisa Stefani    | 6:1, 7:5          |
| 02.08.  | Winners Open Cluj-Napoca, Rumänien WTA 250 – 235.238 $ Sandplatz – 32E/24Q/16D                           | Andrea Petković                  | Mayar Sherif                        | 6:1, 6:1          |
| 02.08.  | Winners Open Cluj-Napoca, Rumänien WTA 250 – 235.238 $ Sandplatz – 32E/24Q/16D                           | Natela Dsalamidse Kaja Juvan     | Katarzyna Piter Mayar Sherif        | 6:3, 6:4          |
| 09.08.  | National Bank Open Montreal, Kanada WTA 1000 – 1.835.490 $ Hartplatz – 56E/32Q/28D                       | Camila Giorgi                    | Karolína Plíšková                   | 6:3, 7:5          |
| 09.08.  | National Bank Open Montreal, Kanada WTA 1000 – 1.835.490 $ Hartplatz – 56E/32Q/28D                       | Gabriela Dabrowski Luisa Stefani | Darija Jurak Andreja Klepač         | 6:3, 6:4          |
| 16.08.  | Western & Southern Open Cincinnati, Vereinigte Staaten WTA 1000 – 2.114.989 $ Hartplatz – 56E/32Q/28D    | Ashleigh Barty                   | Jil Teichmann                       | 6:3, 6:1          |
| 16.08.  | Western & Southern Open Cincinnati, Vereinigte Staaten WTA 1000 – 2.114.989 $ Hartplatz – 56E/32Q/28D    | Samantha Stosur Zhang Shuai      | Gabriela Dabrowski Luisa Stefani    | 7:5, 6:3          |
| 23.08.  | Tennis in the Land Cleveland, Vereinigte Staaten WTA 250 – 235.238 $ Hartplatz – 32E/16Q/16D             | Anett Kontaveit                  | Irina-Camelia Begu                  | 7:65, 6:4         |
| 23.08.  | Tennis in the Land Cleveland, Vereinigte Staaten WTA 250 – 235.238 $ Hartplatz – 32E/16Q/16D             | Shūko Aoyama Ena Shibahara       | Sania Mirza Christina McHale        | 7:5, 6:3          |
| 23.08.  | WTA Chicago Women’s Open Chicago, Vereinigte Staaten WTA 250 – 235.238 $ Sandplatz – 32E/16Q/16D         | Elina Switolina                  | Alizé Cornet                        | 7:5, 6:4          |
| 23.08.  | WTA Chicago Women’s Open Chicago, Vereinigte Staaten WTA 250 – 235.238 $ Sandplatz – 32E/16Q/16D         | Nadija Kitschenok Raluca Olaru   | Ljudmyla Kitschenok Makoto Ninomiya | 7:66, 5:7, [10:8] |
| 30.08.  | US Open New York City, Vereinigte Staaten Grand Slam – $ Hartplatz – 128E/128Q/64D/32M                   | Emma Raducanu                    | Leylah Fernandez                    | 6:4, 6:3          |
| 30.08.  | US Open New York City, Vereinigte Staaten Grand Slam – $ Hartplatz – 128E/128Q/64D/32M                   | Samantha Stosur Zhang Shuai      | Cori Gauff Catherine McNally        | 6:3, 3:6, 6:3     |
| 30.08.  | US Open New York City, Vereinigte Staaten Grand Slam – $ Hartplatz – 128E/128Q/64D/32M                   | Desirae Krawczyk Joe Salisbury   | Giuliana Olmos Marcelo Arévalo      | 7:5, 6:2          |

### September
| Datum 1 | Turnier | Siegerin                            | Finalgegnerin                               | Ergebnis          |
| ------- | --- | ----------------------------------- | ------------------------------------------- | ----------------- |
| 13.09.  | BGL BNP Paribas Luxembourg Open Stadt Luxemburg, Luxemburg WTA 250 – 189.708 € Hartplatz (Halle) – 30E/24Q/16D | Clara Tauson                        | Jelena Ostapenko                            | 6:3, 4:6, 6:4     |
| 13.09.  | BGL BNP Paribas Luxembourg Open Stadt Luxemburg, Luxemburg WTA 250 – 189.708 € Hartplatz (Halle) – 30E/24Q/16D | Greet Minnen Alison Van Uytvanck    | Erin Routliffe Kimberley Zimmermann         | 6:3, 6:3          |
| 13.09.  | Zavarovalnica Sava Portoroz Portorož, Slowenien WTA 250 – 189.708 € Hartplatz – 32E/24Q/16D                    | Jasmine Paolini                     | Alison Riske                                | 7:64, 6:2         |
| 13.09.  | Zavarovalnica Sava Portoroz Portorož, Slowenien WTA 250 – 189.708 € Hartplatz – 32E/24Q/16D                    | Anna Kalinskaja Tereza Mihalíková   | Aleksandra Krunić Lesley Pattinama Kerkhove | 4:6, 6:2, [12:10] |
| 20.09.  | J&T Banka Ostrava Open Ostrava, Tschechien WTA 500 – 565.530 $ Hartplatz (Halle) – 28E/24Q/16D                 | Anett Kontaveit                     | Maria Sakkari                               | 6:2, 7:5          |
| 20.09.  | J&T Banka Ostrava Open Ostrava, Tschechien WTA 500 – 565.530 $ Hartplatz (Halle) – 28E/24Q/16D                 | Sania Mirza Zhang Shuai             | Kaitlyn Christian Erin Routliffe            | 6:3, 6:2          |
| 27.09.  | Chicago Fall Tennis Classic Chicago, Vereinigte Staaten WTA 500 – 565.530 $ Hartplatz – 56E/32Q/28D            | Garbiñe Muguruza                    | Ons Jabeur                                  | 3:6, 6:3, 6:0     |
| 27.09.  | Chicago Fall Tennis Classic Chicago, Vereinigte Staaten WTA 500 – 565.530 $ Hartplatz – 56E/32Q/28D            | Květa Peschke Andrea Petković       | Caroline Dolehide Coco Vandeweghe           | 6:3, 6:1          |
| 27.09.  | Astana Open Nur-Sultan, Kasachstan WTA 250 – 235.238 $ Hartplatz (Halle) – 32E/24Q/16D                         | Alison Van Uytvanck                 | Julija Putinzewa                            | 1:6, 6:4, 6:3     |
| 27.09.  | Astana Open Nur-Sultan, Kasachstan WTA 250 – 235.238 $ Hartplatz (Halle) – 32E/24Q/16D                         | Anna-Lena Friedsam Monica Niculescu | Angelina Gabujewa Anastassija Sacharowa     | 6:2, 4:6, [10:5]  |

### Oktober
| Datum 1 | Turnier                                                                                          | Siegerin                            | Finalgegnerin                               | Ergebnis         |
| ------- | ------------------------------------------------------------------------------------------------ | ----------------------------------- | ------------------------------------------- | ---------------- |
| 04.10.  | BNP Paribas Open Indian Wells, Vereinigte Staaten WTA 1000 – 8.761.725 $ Hartplatz – 96E/48Q/32D | Paula Badosa                        | Wiktoryja Asaranka                          | 7:65, 2:6, 7:62  |
| 04.10.  | BNP Paribas Open Indian Wells, Vereinigte Staaten WTA 1000 – 8.761.725 $ Hartplatz – 96E/48Q/32D | Hsieh Su-wei Elise Mertens          | Weronika Kudermetowa Jelena Rybakina        | 7:61, 6:3        |
| 18.10.  | VTB Kremlin Cup Moskau, Russland WTA 500 – 565.530 $ Hartplatz (Halle) – 28E/24Q/16D             | Anett Kontaveit                     | Jekaterina Alexandrowa                      | 4:6, 6:4, 7:5    |
| 18.10.  | VTB Kremlin Cup Moskau, Russland WTA 500 – 565.530 $ Hartplatz (Halle) – 28E/24Q/16D             | Jeļena Ostapenko Kateřina Siniaková | Nadija Kitschenok Raluca Olaru              | 6:2, 4:6, [10:8] |
| 18.10.  | Tenerife Ladies Open Teneriffa, Spanien WTA 250 – 235.238 $ Hartplatz – 32E/24Q/16D              | Ann Li                              | María Camila Osorio Serrano                 | 6:1, 6:4         |
| 18.10.  | Tenerife Ladies Open Teneriffa, Spanien WTA 250 – 235.238 $ Hartplatz – 32E/24Q/16D              | Ulrikke Eikeri Ellen Perez          | Ljudmyla Kitschenok Marta Kostjuk           | 6:3, 6:3         |
| 25.10.  | Courmayeur Ladies Open Courmayeur, Italien WTA 250 – 235.238 $ Hartplatz (Halle) – 32E/23Q/16D   | Donna Vekić                         | Clara Tauson                                | 7:63, 6:2        |
| 25.10.  | Courmayeur Ladies Open Courmayeur, Italien WTA 250 – 235.238 $ Hartplatz (Halle) – 32E/23Q/16D   | Wang Xinyu Zheng Saisai             | Eri Hozumi Zhang Shuai                      | 6:4, 3:6, [10:5] |
| 25.10.  | Transylvania Open Cluj-Napoca, Rumänien WTA 250 – 235.238 $ Hartplatz (Halle) – 32E/20Q/16D      | Anett Kontaveit                     | Simona Halep                                | 6:2, 6:3         |
| 25.10.  | Transylvania Open Cluj-Napoca, Rumänien WTA 250 – 235.238 $ Hartplatz (Halle) – 32E/20Q/16D      | Irina Bara Ekaterine Gorgodse       | Aleksandra Krunić Lesley Pattinama Kerkhove | 4:6, 6:1, [11:9] |

### November
| Datum 1 | Turnier                                                                                           | Siegerin                              | Finalgegnerin              | Ergebnis      |
| ------- | ------------------------------------------------------------------------------------------------- | ------------------------------------- | -------------------------- | ------------- |
| 01.11.  | Billie Jean King Cup, Finale Prag, Tschechien Hartplatz (Halle)                                   | Russischer Tennisverband              | Schweiz                    | 2:0           |
| 08.11.  | WTA Finals Guadalajara Guadalajara, Mexiko Jahresendveranstaltung – 5.000.000 $ Hartplatz – 8E/8D | Garbiñe Muguruza                      | Anett Kontaveit            | 6:3, 7:5      |
| 08.11.  | WTA Finals Guadalajara Guadalajara, Mexiko Jahresendveranstaltung – 5.000.000 $ Hartplatz – 8E/8D | Barbora Krejčíková Kateřina Siniaková | Hsieh Su-wei Elise Mertens | 6:3, 6:4      |
| 08.11.  | Upper Austria Ladies Linz Linz, Österreich WTA 250 – 189.708 € Hartplatz (Halle) – 28E/16Q/16D    | Alison Riske                          | Jaqueline Cristian         | 2:6, 6:2, 7:5 |
| 08.11.  | Upper Austria Ladies Linz Linz, Österreich WTA 250 – 189.708 € Hartplatz (Halle) – 28E/16Q/16D    | Natela Dsalamidse Kamilla Rachimowa   | Wang Xinyu Zheng Saisai    | 6:4, 6:2      |

### Von der Pandemie betroffene Turniere
Von der COVID-19-Pandemie sind auch 2021 wieder viele WTA-Turniere betroffen. Folgende Turniere wurden deshalb verschoben oder abgesagt.
| Datum 1 | Turnier                                                                                  | Status                                        |
| ------- | ---------------------------------------------------------------------------------------- | --------------------------------------------- |
| 04.01.  | Brisbane International Brisbane, Australien WTA 500 Hartplatz                            | abgesagt                                      |
| 04.01.  | ASB Classic Auckland, Neuseeland WTA 250 Hartplatz                                       | abgesagt                                      |
| 04.01.  | Shenzhen Open Shenzhen, Volksrepublik China WTA 250 Hartplatz                            | abgesagt                                      |
| 11.01.  | Adelaide International Adelaide, Australien WTA 500 Hartplatz                            | fand ab dem 22. Februar statt                 |
| 11.01.  | Hobart International Hobart, Australien WTA 250 Hartplatz                                | abgesagt                                      |
| 18.01.  | Australian Open Melbourne, Australien Grand Slam Hartplatz                               | fand ab dem 8. Februar statt                  |
| 08.02.  | St. Petersburg Ladies Trophy St. Petersburg, Russland WTA 500 Hartplatz (Halle)          | wegen der Australian Open auf März verschoben |
| 08.02.  | Thailand Open Hua Hin, Thailand WTA 250 Hartplatz                                        | abgesagt                                      |
| 15.02.  | Qatar Open Doha, Katar WTA 500 Hartplatz                                                 | fand ab dem 1. März statt                     |
| 22.02.  | Acapulco Open Acapulco, Mexiko WTA 250 Hartplatz                                         | gestrichen                                    |
| 08.03.  | Indian Wells Open Indian Wells, Vereinigte Staaten WTA 1000 Hartplatz                    | auf Oktober verschoben                        |
| 12.04.  | Billie Jean King Cup Budapest, Ungarn Sandplatz (Halle)                                  | fand ab dem 1. November in Prag statt         |
| 12.04.  | Kunning Open Anning, Volksrepublik China WTA 250 Sandplatz                               | gestrichen                                    |
| 17.05.  | Rabat Open Rabat, Marokko WTA 250 Sandplatz                                              | gestrichen                                    |
| 17.05.  | Köln Open Köln, Deutschland WTA 250 Sandplatz                                            | gestrichen                                    |
| 24.05.  | French Open Paris, Frankreich Grand Slam Sandplatz                                       | fand ab dem 31. Mai statt                     |
| 07.06.  | ’s-Hertogenbosch Open ’s-Hertogenbosch, Niederlande WTA 250 Rasen                        | gestrichen                                    |
| 13.09.  | Zhengzhou Open Zhengzhou, Volksrepublik China WTA 500 Hartplatz                          | gestrichen                                    |
| 13.09.  | Hiroshima Open Hiroshima, Japan WTA 250 Hartplatz                                        | gestrichen                                    |
| 30.09.  | Tokio Open Tokio, Japan WTA 500 Hartplatz                                                | gestrichen                                    |
| 30.09.  | Guangzhou Open Guangzhou, Volksrepublik China WTA 250 Hartplatz                          | gestrichen                                    |
| 30.09.  | Seoul Open Seoul, Südkorea WTA 250 Hartplatz                                             | gestrichen                                    |
| 27.09.  | Wuhan Open Wuhan, Volksrepublik China WTA 1000 Hartplatz                                 | gestrichen                                    |
| 04.10.  | Peking Open Peking, Volksrepublik China WTA 1000 Hartplatz                               | gestrichen                                    |
| 11.10.  | Hongkong Open Hongkong, Volksrepublik China WTA 250 Hartplatz                            | gestrichen                                    |
| 11.10.  | Tianjin Open Tianjin, Volksrepublik China WTA 250 Hartplatz                              | gestrichen                                    |
| 11.10.  | Linz Open Linz, Österreich WTA 250 Hartplatz (Halle)                                     | fand ab dem 8. November statt                 |
| 18.10.  | Nanchang Open Nanchang, Volksrepublik China WTA 250 Hartplatz                            | gestrichen                                    |
| 01.11.  | Elite Trophy Zhuhai, Volksrepublik China Jahresendveranstaltung Hartplatz (Halle)        | gestrichen                                    |
| 08.11.  | WTA Championships Shenzhen, Volksrepublik China Jahresendveranstaltung Hartplatz (Halle) | fand in Guadalajara, Mexiko statt             |

## Weltranglistenpunkte
Abhängig von der erreichten Runde erhalten die Spielerinnen folgende Punkte für die WTA-Weltrangliste:
| Turnierkategorie        | S     | F     | HF   | VF                                                      | AF                                                      | R32                                                     | R64                                                     | R128                                                    | Q                                                       | Q3                                                      | Q2                                                      | Q1                                                      |
| ----------------------- | ----- | ----- | ---- | ------------------------------------------------------- | ------------------------------------------------------- | ------------------------------------------------------- | ------------------------------------------------------- | ------------------------------------------------------- | ------------------------------------------------------- | ------------------------------------------------------- | ------------------------------------------------------- | ------------------------------------------------------- |
| Grand Slam (E)          | 2000  | 1300  | 780  | 430                                                     | 240                                                     | 130                                                     | 70                                                      | 10                                                      | 40                                                      | 30                                                      | 20                                                      | 2                                                       |
| Grand Slam (D)          | 2000  | 1300  | 780  | 430                                                     | 240                                                     | 130                                                     | 10                                                      | –                                                       | 40                                                      | –                                                       | –                                                       | –                                                       |
| WTA Finals (E)          | 1500* | 1080* | 750* | (+125 pro Round-Robin-Spiel; +125 pro Round-Robin-Sieg) | (+125 pro Round-Robin-Spiel; +125 pro Round-Robin-Sieg) | (+125 pro Round-Robin-Spiel; +125 pro Round-Robin-Sieg) | (+125 pro Round-Robin-Spiel; +125 pro Round-Robin-Sieg) | (+125 pro Round-Robin-Spiel; +125 pro Round-Robin-Sieg) | (+125 pro Round-Robin-Spiel; +125 pro Round-Robin-Sieg) | (+125 pro Round-Robin-Spiel; +125 pro Round-Robin-Sieg) | (+125 pro Round-Robin-Spiel; +125 pro Round-Robin-Sieg) | (+125 pro Round-Robin-Spiel; +125 pro Round-Robin-Sieg) |
| WTA Finals (D)          | 1500  | 1080  | 750  | 375                                                     | –                                                       | –                                                       | –                                                       | –                                                       | –                                                       | –                                                       | –                                                       | –                                                       |
| WTA 1000 (96E)          | 1000  | 650   | 390  | 215                                                     | 120                                                     | 65                                                      | 35                                                      | 10                                                      | 30                                                      | –                                                       | 20                                                      | 2                                                       |
| WTA 1000 (64/60E)       | 1000  | 650   | 390  | 215                                                     | 120                                                     | 65                                                      | 10                                                      | –                                                       | 30                                                      | –                                                       | 20                                                      | 2                                                       |
| WTA 1000 (28/32D)       | 1000  | 650   | 390  | 215                                                     | 120                                                     | 10                                                      | –                                                       | –                                                       | –                                                       | –                                                       | –                                                       | –                                                       |
| WTA 1000 (56E, 48Q/32Q) | 900   | 585   | 350  | 190                                                     | 105                                                     | 60                                                      | 1                                                       | –                                                       | 30                                                      | 20                                                      | –                                                       | 1                                                       |
| WTA 1000 (28D)          | 900   | 585   | 350  | 190                                                     | 105                                                     | 1                                                       | –                                                       | –                                                       | –                                                       | –                                                       | –                                                       | –                                                       |
| WTA Elite Trophy (E)    | 700*  | 440*  | 240  | (+40 pro Round-Robin-Spiel; +80 pro Round-Robin-Sieg)   | (+40 pro Round-Robin-Spiel; +80 pro Round-Robin-Sieg)   | (+40 pro Round-Robin-Spiel; +80 pro Round-Robin-Sieg)   | (+40 pro Round-Robin-Spiel; +80 pro Round-Robin-Sieg)   | (+40 pro Round-Robin-Spiel; +80 pro Round-Robin-Sieg)   | (+40 pro Round-Robin-Spiel; +80 pro Round-Robin-Sieg)   | (+40 pro Round-Robin-Spiel; +80 pro Round-Robin-Sieg)   | (+40 pro Round-Robin-Spiel; +80 pro Round-Robin-Sieg)   | (+40 pro Round-Robin-Spiel; +80 pro Round-Robin-Sieg)   |
| WTA 500 (64/56E)        | 470   | 305   | 185  | 100                                                     | 55                                                      | 30                                                      | 1                                                       | –                                                       | 25                                                      | –                                                       | 13                                                      | 1                                                       |
| WTA 500 (32/30/28E)     | 470   | 305   | 185  | 100                                                     | 55                                                      | 1                                                       | –                                                       | –                                                       | 25                                                      | 18                                                      | 13                                                      | 1                                                       |
| WTA 500 (28D)           | 470   | 305   | 185  | 100                                                     | 55                                                      | 1                                                       | –                                                       | –                                                       | –                                                       | –                                                       | –                                                       | –                                                       |
| WTA 500 (16D)           | 470   | 305   | 185  | 100                                                     | 1                                                       | –                                                       | –                                                       | –                                                       | –                                                       | –                                                       | –                                                       | –                                                       |
| WTA 250 (32E, 32Q)      | 280   | 180   | 110  | 60                                                      | 30                                                      | 1                                                       | –                                                       | –                                                       | 18                                                      | 14                                                      | 10                                                      | 1                                                       |
| WTA 250 (32E, 24/16Q)   | 280   | 180   | 110  | 60                                                      | 30                                                      | 1                                                       | –                                                       | –                                                       | 18                                                      | –                                                       | 12                                                      | 1                                                       |
| WTA 250 (28D)           | 280   | 180   | 110  | 60                                                      | 30                                                      | 1                                                       | –                                                       | –                                                       | –                                                       | –                                                       | –                                                       | –                                                       |
| WTA 250 (16D)           | 280   | 180   | 110  | 60                                                      | 1                                                       | –                                                       | –                                                       | –                                                       | –                                                       | –                                                       | –                                                       | –                                                       |

- E = Einzelspielerin, D = Doppelspielerin, Q = Qualifikationsspielerin
- * Vorausgesetzt, dass während des Round Robins alle Spiele gewonnen wurden.

## Rücktritte
Die folgenden Spielerinnen beendeten 2021 ihre Tenniskarriere:
- Vania King – 6. April 2021[10]
- Barbora Strýcová – 4. Mai 2021[11]
- Kiki Bertens – Juli 2021[12]
- Timea Bacsinszky – 16. Juli 2021[13]
- Jaroslawa Schwedowa – 1. Oktober 2021[14]
- Johanna Konta – 1. Dezember 2021[15]